# Перевал Трьох Пагод

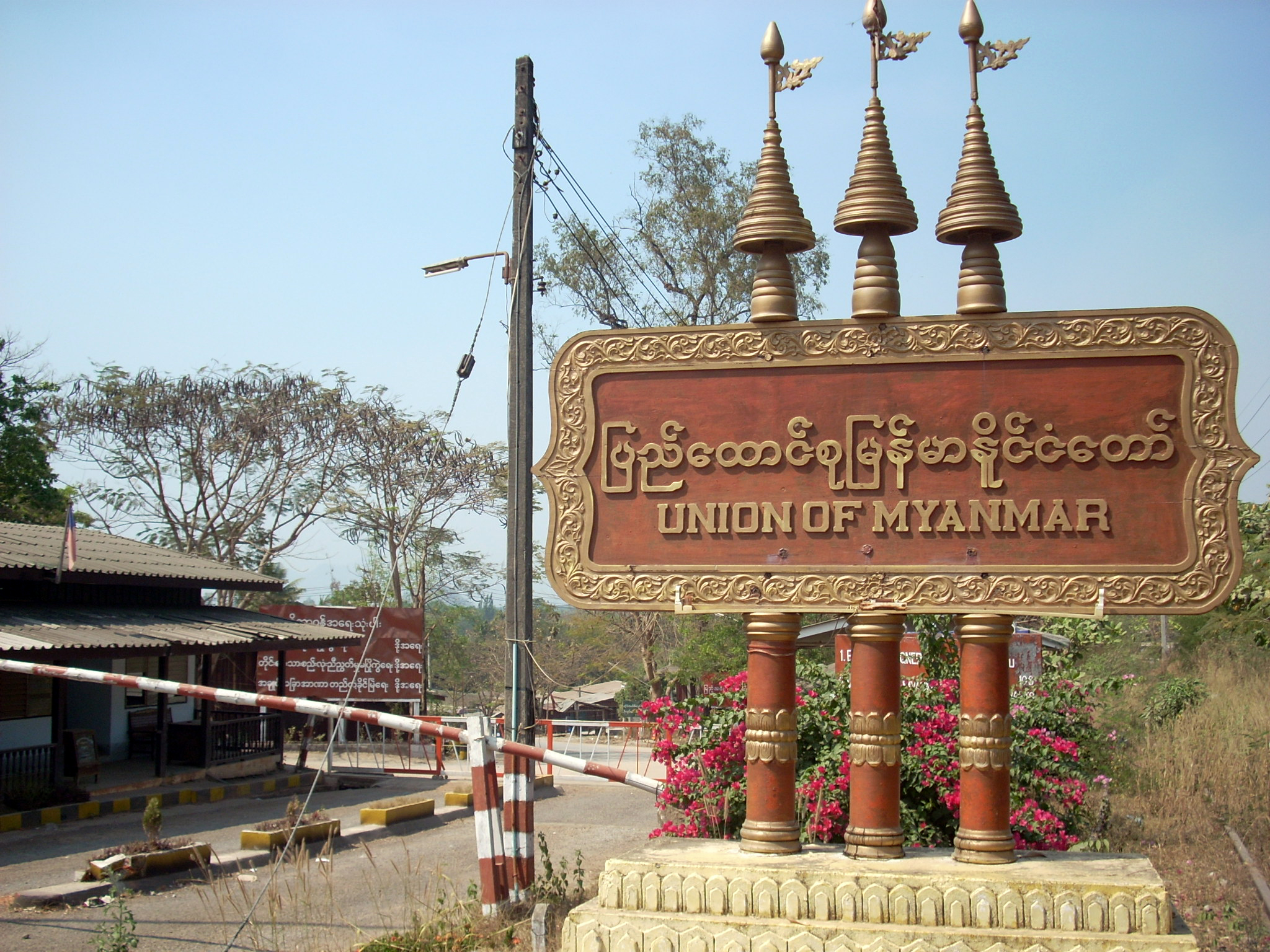
Перевал Трьох Пагод

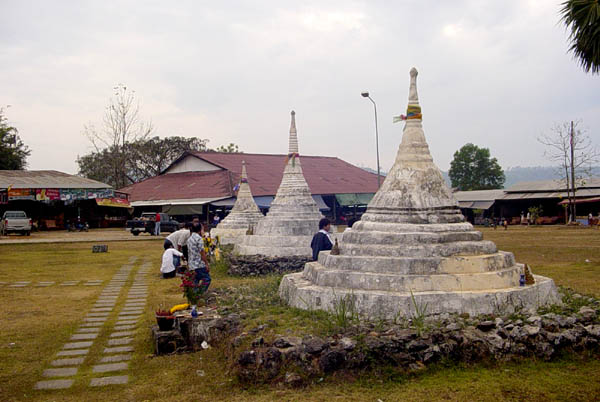
Три пагоди на перевалі

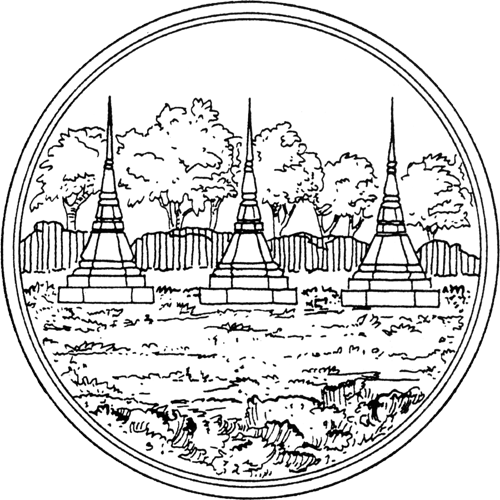
Печатка провінції Канчанабурі

15°18′6″ пн. ш. 98°24′7″ сх. д. / 15.30167° пн. ш. 98.40194° сх. д.
Перевал Трьох Пагод (тай. ด่านเจดีย์สามองค์) — розташований між хребтами Бінтау і Танентаунджі, на кордоні між Таїландом та М'янмою, на висоті 282 м н.р.м. Перевал сполучає міста Сангкхлабурі на півночі тайської провінції Канчанабурі і Пхейатоунзу на півдні бірманського штату Карен.
Перевал лежить на шляху, який з прадавніх часів зв'язував сучасну територію Таїланду з прикордонними територіями. Цей прохід використовувався військовими, торговцями, буддійськими ченцям і т. д. А три маленькі пагоди, споруджені на перевалі, за задумом їх творців символізували світ.
У час Другої світової війни, Японія використала перевал як один з проміжних пунктів Тайсько-бірманської залізниці. Сьогодні тут стоїть меморіальний знак на згадку про загиблих військовополонених і мирних жителів. Починаючи з другої половини XX століття, різні повстанські угрупування з боку М'янми намагалися захопити перевал, і лише в 1990 році офіційна влада цієї країни відновила контроль над проходом у горах.
Нині перевал популярний серед туристів.

## Ресурси Інтернету
- Thailand By Train: Kanchanaburi and the River Kwai
- Thailand Travel Guide for Kanchanaburi